# Карачи
 За италианския художник вижте Анибале Карачи.  
Карачи (на урду: كراچى) е град в Южен Пакистан, център на провинция Синд.
Разположен е на брега на Арабско море, северозападно от устието на река Инд. С население на града от 14 916 456 жители (2017), а на градската агломерация – 16 051 521 души, Карачи е най-големият град в Пакистан и 12-и по население в света.

## История
Карачи е бил известен под името Крокола на древните гърци. Тук е бил разположен лагерът на Александър Македонски, докато е изчаквал да се построи флотата за завръщането му във Вавилон след кампанията му по долината на Инд. По-късно белуджийски племена основават рибарско селище в района с името Колачи. През 18 век градът се занимава основно с търговия през Арабско море с Маскат и района на Персийския залив.
В началото на 18 век, Карачи е малко рибарско селище. Благодарение на подходящото си местоположение и природната си защитеност от мусони, през 1795 г. в селището е издигнато укрепление на синдхите. През 1839 г. след няколко изследователски експедиции Източноиндийската компания превзема града. 4 години по-късно Карачи влиза в състава на Британската империя след превземането на Синд. Британската колонизация оказва благотворно влияние върху развитието на града. Строят се много обществени сгради, улиците се павират, отварят се много училища и колежи. По такъв начин, селището се превръща в голям град, с развита за времето си инфраструктура. Карачи става едно от главните морски пристанища на британците на Арабско море, като тук са разположени големи войскови части на империята. През 1843 г., между Карачи и Мултан започва да плава параход (около 500 км по река Инд). През 1864 г. се праща първото телеграфно съобщение между Англия и Британска Индия. През 1878 г. Карачи се свързва с останалата част от Индия чрез железопътна линия. С откриването на Суецкия канал през 1869 г., и след като Пенджаб става житницата на Индия през 1890-те години, ролята на Карачи нараства още и градът става главното морско пристанище на региона. В края на 19 век населението на града е космополитно със 110 000 жители от всякакви националности.
След Първата световна война, в града започват да се развиват сферата на услугите и промишлеността. През 1924 г. в Карачи е построено летище, а през 1936 г. градът става столица на провинция Синд.
След формирането на държавата Пакистан през 1947 г. по-голямата част от индийското население на града е принудено да се изсели в Индия. В обратна посока в града от Индия пристигат десетки хиляди мюсюлмани. Градът е избран за първа столица на Пакистан, каквато остава до 1958 г.
Периодът от края на 1980-те и началото на 1990-те години е сред най-кървавите в историята на града. В Карачи пристигат много бежанци от войните в Афганистан. Отделно в града нараства напрежението между мухаджирите (пришълците от Британска Индия, пристигнали след разделянето ѝ) и „местните“. Между 1992 и 1994 г. в града се провежда голяма операция за прочистване на града и успокояване на социалното напрежение, в която загиват и безследно изчезват хиляди граждани.

## География и климат
Карачи е разположен в южната част на Пакистан, на брега на Арабско море. Релефът му в по-голямата си част е равен или леко хълмист, като в западната част, на остров Манора и при скалите Ойстер, е по-хълмист. Арабско море се намира южно от града. Мангрови гори и части от делтата на река Инд има в югоизточната част на града. На север-северозапад е нос Монзе (Рас Муари) – област, в която се намират високи крайбрежни скали и пясъчни формации. Там се намират няколко хубави плажа. На северозапад, на границата между кварталите Северен Назимабад и Оранги, се намират хълмовете Кхаса. В тази посока, между река Хуб и квартал Мангопир, се намира планинската верига Мангопир.
Намирайки се по крайбрежието, Карачи притежава сравнително мек субтропичен / ариден климат с малко валежи (около 250 мм годишно), по-голямата част от които са в сезона на мусоните. Зимата е мека и суха, а лятото е влажно и горещо. Близостта до морето поддържа влажността и хладните морски бризове разхлаждат през лятото. Поради високите летни температури (30 – 44 °C) зимата е смятана за най-подходящия сезон за посещения в града. През декември и януари има приятно облачно време.
През летата на 2003, 2006, 2007, 2009 и 2010 г. в града има необичайно много валежи. На 23 юни 2007 г. циклонът „Емин“ залива града със 110 мм валежи и силен вятър със скорост 111 км/ч. На 18 юли 2009 г. Карачи е наводнен от 205 мм дъжд, при което загиват 20 души и са ранени 150. На 6 юни 2010 г. циклонът „Пхет“ излива 152 мм валежи и донася ветрове със скорост 56 км/ч. Най-високият месечен сбор на валежите е 429,3 мм през юни 1967 г. Най-високият дневен валеж е 278,1 мм на 7 август 1953 г. Най-високата температура, измерена в Карачи, е 47 °C на 18 юни 1979 г., а най-ниската – 0 °C, е регистрирана на 21 януари 1934 г.
| Климатични данни за гр. Карачи        | Климатични данни за гр. Карачи | Климатични данни за гр. Карачи | Климатични данни за гр. Карачи | Климатични данни за гр. Карачи | Климатични данни за гр. Карачи | Климатични данни за гр. Карачи | Климатични данни за гр. Карачи | Климатични данни за гр. Карачи | Климатични данни за гр. Карачи | Климатични данни за гр. Карачи | Климатични данни за гр. Карачи | Климатични данни за гр. Карачи | Климатични данни за гр. Карачи |
| Месеци                                | яну.                           | фев.                           | март                           | апр.                           | май                            | юни                            | юли                            | авг.                           | сеп.                           | окт.                           | ное.                           | дек.                           | Годишно                        |
| Абсолютни максимални температури (°C) | 32                             | 34                             | 41                             | 44                             | 48                             | 46                             | 43                             | 37                             | 41                             | 42                             | 38                             | 33                             | 48                             |
| Средни максимални температури (°C)    | 25                             | 26                             | 29                             | 32                             | 34                             | 34                             | 33                             | 31                             | 31                             | 33                             | 31                             | 27                             | 34                             |
| Средни минимални температури (°C)     | 13                             | 14                             | 19                             | 23                             | 16                             | 28                             | 27                             | 26                             | 25                             | 22                             | 18                             | 14                             | 13                             |
| Абсолютни минимални температури (°C)  | 0                              | 3                              | 7                              | 12                             | 18                             | 22                             | 22                             | 20                             | 18                             | 10                             | 6                              | 1                              | 0                              |
| Средни месечни валежи (mm)            | 13                             | 10                             | 8                              | 3                              | 3                              | 18                             | 85                             | 61                             | 13                             | 0                              | 3                              | 5                              | 222                            |
| ------------------------------------- | ------------------------------ | ------------------------------ | ------------------------------ | ------------------------------ | ------------------------------ | ------------------------------ | ------------------------------ | ------------------------------ | ------------------------------ | ------------------------------ | ------------------------------ | ------------------------------ | ------------------------------ |
| Източник:                             |                                |                                |                                |                                |                                |                                |                                |                                |                                |                                |                                |                                |                                |

## Икономика
Карачи е финансовата столица и най-важният икономически център на Пакистан. Градът генерира важна част от брутния вътрешен продукт и близо 2/3 от националния доход на страната. Той е седалище на повечето пакистански банки, както и на местните клонове на много чуждестранни компании. Карачи е и единственото голямо пристанище на Пакистан, през което се осъществява основната част от външната търговия.
В началото 21 век е отбелязан застой в икономическото развитие на града, предизвикан от общата политическа нестабилност, етническите конфликти и военните действия в Пакистан. БВП на Карачи е около 20 % от общия БВП на страната.
Делът на града в промишления сектор от икономиката на Пакистан е около 30%. Основната част от БВП на провинция Синд се дължи на Карачи. БВП на провинция Синд, в проценти от общия обем на БВП на Пакистан, традиционно се колебае между 28 и 30 %) Съгласно изследванията на PricewaterhouseCoopers, публикувани през 2009 г., в които участват най-големите градове в света, БВП на Карачи е 78 млрд. долара. По прогнози, БВП на града ще е 193 млрд. долара към 2025 г., благодарение на темповете на нарастване на икономиката на Карачи от 5,5% ежегодно. По този показател, Карачи значително изпреварва най-близките по големина два града на Пакистан – Лахор и Файсалабад, чиито БВП съответно е 40 и 14 млрд. долара. Високото ниво на БВП на Карачи е обусловено от мощната му производствена база и развитието на финансовия сектор. В града се произвежда текстил, цимент, стомана; развити са тежкото машиностроене и химическата промишленост; банкирането и застрахователния бизнес. През февруари 2007 г. Световната банка определя Карачи като най-благоприятния за бизнес град в Пакистан.

## Транспорт

### Автомобилен транспорт
Транспортните проблеми и замърсяването на околната среда са основните проблеми за Карачи. Нивото на замърсеност на въздуха в Карачи е значително високо, което е установено от Световната здравна организация. Открити са нови паркове и са посадени дърва за подобряване на състоянието на околната среда и намаляване на замърсеността ѝ. Построени са нови мостове и естакади, подземни преходи и автомагистрали за намаляване на потока по основните пътища.
В Мелбърн има трамвай „Карачи“, именуван в чест на града.

### Железопътен транспорт
Карачи е свързан чрез железопътни линии с другите градове на Пакистан. В града има две големи железопътни гари. По жп линиите се превозва голямо количество товари от пристанището на Карачи. Също така много хора предпочитат да използват този вид транспорт до другите градове. През 2011 г., пакистанските власти решават да разработят проект за строителството на метрополитен в Карачи. Чиновник от министерството на транспорта заявява, че пакистанските инженери, със съдействието на японската компания JICA, се заемат с проектирането и построяването на метрото. Правителството на Япония предоставя на Пакистан кредит за строителството в размер от 872 млн. долара, който подлежи на изплащане за срок от 40 години. Метрото ще бъде построено за три години, при тясно сътрудничество с японски специалисти.

### Въздушен транспорт
В Карачи е разположено международното летище „Джина“. Това е най-голямото и най-развитото летище в Пакистан. През него преминават до 10 млн. пътници годишно. Летището си сътрудничи с голям брой чуждестранни авиокомпании, предимно от страните от Близкия изток и Югоизточна Азия. На практика, всички авиокомпании на Пакистан използват летището в качеството му на основен транспортен възел, включително Pakistan International Airlines, Airblue и Shaheen Air International. Градът има още две летища, но те се използват от въоръжените сили на страната.

### Воден транспорт
Карачи е единственият голям пакистански град, имащ изход на брега на Арабско море. Правителството на страната разработва план за развитието на мрежа за превозване на товари по река Инд от провинция Пенджаб, за намаляване на разходите за транспорт и повишаване на заетостта на населението в рамките на социално-икономическото развитие на Пакистан. Най-големите пристанища в Пакистан са Карачи и пристанище Касим. Тези пристанища са оборудвани с модерни съоръжения и оборудване и се използват не само от Пакистан, но също така и от Афганистан и страните от Централна Азия без излаз на море.

## Население
Сред жителите на Карачи има много етно-лингвистични групи от други части на Пакистан и бежанци от цял свят. В края на 19 век населението на града е около 105 000 души, с постепенно увеличаване на броя през следващите няколко десетилетия, достигайки до повече от 400 000 души в навечерието на независимостта на страната през 1947 г. Текущите оценки за населението в началото на 21 век варират от 12 до 18 млн. души. Населението на града се очаква да нараства с около 5% годишно (основно поради вътрешната миграция), в това число около 45 000 работници, идващи в града всеки месец от различни части на Пакистан.
Към началото на 21 век, най-голямата етническа общност в града са мухаджирите. По-голямата част от домовете, изоставени от индусите, са предоставени от правителството на Пакистан на говорещи урду имигранти мюсюлмани, които са избягали от Индия. Тези бежанци са наречени мухаджири и техните потомци формират по-голямата част от населението на Карачи. Освен тях, в града пристигат голям брой мюсюлмани от Пенджаб и Кашмир. Пущуните идват от Северозападната погранична провинция и Северен Белуджистан и към началото на века са втората по големина етническа група в града. В Карачи живеят над 7 милиона пущуни, включително около 50 000 регистрирани бежанци от Афганистан. Карачи е дом на най-голямата пущунска общност в света – техният брой в града е много повече, отколкото в изконно пущунски градове като Кандахар, Пешавар и Квета. Много от пущуните живеят в Карачи от десетилетия и вследствие на това, основните езици за комуникация са урду и английски (особено за богатите семейства).
След индийско-пакистанската война от 1971 г. в града прииждат хиляди преселници бенгалци от Източен Пакистан (след декември 1971 г. – независимата държава Бангладеш), и в Карачи живеят до 2 млн. души от тази страна, наричани в Пакистан биха́ри, много от които емигрират в Пакистан през 1980-те и 1990-те години и понастоящем работят в града. По-късно пристигат и бежанци от Мианмар и азиатски бежанци от Уганда. В града има и емигранти от Иран, бившия СССР и Шри Ланка. Има и неголяма общност сиди (африканска по произход негроидна расово-етническа група).
Други значими етнически малцинства в Карачи са белуджите (предимно в западните райони на града) и синдхите (в източните райони). Общностите на арменците и евреите, които през колониалния период са доста многобройни и влиятелни, понастоящем се състоят от няколко десетки души.

### Езици
Според преброяването от 1998 г., в Карачи са разпространени следните езици: урду (48,52%); панджаби (13,94%); пущу (11,42%); синдхи (7,22%); белуджки език (4,34%); сирайки (2,11%) и други (12,4%). В града може да се срещнат и дари, гуджарати, арабски, персийски и бенгалски езици.

## Религия
По-голямата част от жителите на Карачи са мюсюлмани, но там съществува и значителна християнска общност. По времето на британското управление в Карачи живеят лидери на много религиозни движения, например Мария Монтесори. В града се е намирал Световният духовен университет „Брахма Кумарис“.

## Образование
В града се намират немалко училища. Карачийският университет, основан през 1951 г., е на 16-о място в света по броя на учащите се в него (345 000 души) и на 1-во място в Пакистан по броя на редовно учащите се (24 000 души). Към университета има астрономическа обсерватория. Най-старото държавно училище в града и провинция Синд е „Нараян Джаганат“, основано през 1855 г.
През 2008 – 09 г., нивото на грамотност сред възрастното население на града се оценява на 77%. Карачи заема 4-то место по ниво на грамотност грамотности в страната след Исламабад, Равалпинди и Джелам, с най-високия дял на учащи се в провинция Синд. Образованието в Карачи (съгласно съществуващата в Пакистан система) се дели на пет нива: начално (от първи до пети клас), общо (от шести до осми), пълно (от девети до десети, в чиито край се издава атестат). В университетите степените са бакалавър и магистър. В Карачи има както държавни, така и частни учебни заведения. По-голямата част от учебните заведения са разделени по полов признак.

## Спорт
Крикетът е най-популярният спорт в Карачи и Пакистан. Националният стадион в Карачи е единственият в града стадион за крикет от световна класа и вторият по големина стадион за крикет в Пакистан (след стадион „Кадафи“ в Лахор). На 26 февруари 1955 г. Националния стадион е домакин на първия си международен мач – играят Пакистан и Индия. Оттогава пакистанският национален отбор по крикет печели 20 от 41 изиграни мача на стадиона. Въпреки това, нестабилността в страната, която се дължи на високото ниво на тероризма, води до това, че много държави отказват да участват в мачове в Карачи. Между 1996 и 2001 г., националният отбор по крикет не спечели нито един мач в Карачи. В града има редица отбори по крикет, включително: „Карачи“, „Карачи Блус“, „Карачи Грийнс“ и „Карачи Уайтс“. По време на Световната купа по крикет през 1996 г. Националния стадион е домакин на два мача от групите (Пакистан срещу ЮАР и Пакистан срещу Англия, както и четвъртфиналния мач ЮАР срещу Антилските острови. В града са проведени седем ежегодни Национални игри на Пакистан.
В Карачи са популярни и спортове като бадминтон, футбол и баскетбол. Футболът е особено популярен в Лиари (квартал на Карачи), който е обитаван от големи общности сиди и белуджи. Футболният стадион е един от най-големите футболни стадиони в Пакистан, като побира около 40 000 зрители. През 2005 г. градът е домакин на шампионата по футбол на Югоизточна Азия, както и на Geo Super Football League през 2007 г. В града има стадион за хокей на трева, спортни съоръжения за бокс, скуош и поло. Тъй като градът е разположен на брега на Арабско море, в него са разпространени и водни спортове като гребане и сърфинг.

## Престъпност
В Карачи са извършени много терористични актове. Сред тях са свалянето на самолет през 1986 г., отвличането и убийството на американския журналист Даниел Пърл през 2002 г., терористичният акт през 2007 г. Още много престъпления са извършени от групировката „Лашкар Тайба“. Карачи е важен град в международната търговия на хашиш и хероин, от която забогатяват наркобарони като Гулбедин Хекматяр.

## Личности
- Родени в Карачи
  - Мохамед Али Джина (1876 – 1948), мюсюлмански политик
  - Беназир Бхуто (1953 – 2007), първата жена, ръководила мюсюлманска държава
- Починали в Карачи
  - Мохамед Али Джина (1876 – 1948), мюсюлмански политик
  - Даниел Пърл (1963 – 2002), американски журналист

## Побратимени градове
- Шанхай, Китай
- Хонконг, Китай
- Джида, Саудитска Арабия
- Ташкент, Узбекистан
- Истанбул, Турция
- Бейрут, Ливан
- Дака, Бангладеш
- Ню Йорк, САЩ
- Хюстън, САЩ
- Чикаго, САЩ
- Куала Лумпур, Малайзия